# Kaisa Collin
Kaisa Collin, född 16 april 1997 i Helsingfors, är en finländsk tidigare fotbollsspelare. Hon representerade under sin karriär bland annat AIK, Eskilstuna United och det finländska landslaget.
Efter säsongen 2024 avslutade Collin sin spelarkarriär och blev istället tränare i Eskilstuna Uniteds F17-lag.